# Discosura letitiae
Discosura letitiae е вид птица от семейство Колиброви (Trochilidae).

## Разпространение
Видът е разпространен в Боливия.